# 柔枝莠竹
柔枝莠竹（学名：Microstegium vimineum），为禾本科莠竹属下的一种，原产于东亚和南亚，引入美国之后成为入侵植物。不过虽然如此，它在美国却为濒危的蝴蝶Neonympha mitchellii提供了赖以栖息的环境。